# Хорда
 Тази статия е за математическото понятие хорда.  За понятието Хорда в биологията вижте Хорда (биология).  
Хорда се нарича отсечка, която свързва две точки от дадена окръжност. Тя разделя окръжността на две неравни (в общия случай) дъги. Терминът произхожда от гръцката дума χορδὴ, което значи „струна“, „тетива“, „черво“.

## Свойства
- Равноотдалечени от центъра хорди имат равни дължини.
- Хорди с равни дължини са равноотдалечени от центъра.
- Симетралата на хорда минава през центъра на окръжността. Следствия от свойствата на симетралата
  - Перпендикулярът от центъра към хордата я разполовява.
  - Правата през центъра, която разполовява хордата е перпендикулярна на нея.
- Вписаният ъгъл към една хорда е два пъти по-малък от централния ъгъл към нея.
- Два вписани ъгъла към една и съща хорда са равни, ако лежат в една полуравнина спрямо хордата.
- Ако два вписани ъгъла към една и съща хорда лежат в различни полуравнини спрямо хордата, сборът им е 180 градуса.
- Вписаният ъгъл на диаметър е прав.
- Най-дългата хорда минава през центъра на окръжността и се нарича диаметър.
- В общия случай, ако средите на всички успоредни помежду си хорди на непрекъсната крива лежат на една права, то частта на от тази права, съдържаща средите, се нарича диаметър на кривата.